# Gilbert van Syrië
Gilbert van Syrië (overleden: 1177) was vanaf 1172 tot aan zijn dood in 1177 de zevende grootmeester van de Orde van Sint-Jan van Jeruzalem. Hij volgde in 1172 Gaston de Murols op.
In augustus 1174 weigerde hij mee te werken, samen met de andere Ordes, om hulp te bieden aan de Siciliaanse marine die Egypte aanviel samen met Miles van Plancy, de regent van het koninkrijk Jeruzalem. In december echter sloot hij zich aan bij de nieuwe regent Raymond III van Tripoli in een geplande aanval op de Egyptische sultan Saladin. Hij en zijn troepen bedreigden de stad Homs nadat Saladin de stad had veroverd. De slag was nog niet eens begonnen of de Fransen verlieten het slagveld na de vrijlating van gijzelaars en na de kwijtschelding van losgeld.
In 1176 bevestigde Boudewijn IV van Jeruzalem de gift van enkele gebieden in Egypte, in ruil voor de steun van Gilbert voor een geplande campagne in dat gebied. Gilbert steunde deze politiek. Hij wordt voor het laatst genoemd in januari 1177. Zijn opvolger Roger de Moulins was het echter niet eens met het plan van zijn voorganger en de koning en het plan werd niet uitgevoerd.